# ژوزف فولین
ژوزف فولین (انگلیسی: Joseph Pholien; زاده ۲۸ دسامبر ۱۸۸۴ – درگذشته ۴ ژانویهٔ ۱۹۶۸) یک سیاست‌مدار اهل بلژیک بود.